# Weltcup der Nordischen Kombination 1999/2000
Die Weltcupsaison 1999/2000 der Nordischen Kombination begann am 9. Dezember 1999 im finnischen Vuokatti und endete am 17. März 2000 im italienischen Santa Caterina. Mit ihren ursprünglich geplanten 21 Weltcuprennen war die Saison die bisher Längste seit Bestehen der Weltcupserie in der Nordischen Kombination.
Die Gesamtwertung konnte zum zweiten Mal nach der Saison 1996/97 der Finne Samppa Lajunen für sich entscheiden. Mit acht Weltcuperfolgen konnte er den Norweger Bjarte Engen Vik, der fünf Siege feiern konnte, deutlich auf den zweiten Platz verweisen. Dritter wurde der Tscheche Ladislav Rygl, für den jedoch sein Erfolg im heimischen Liberec der Letzte seiner Karriere bleiben sollte.
Mit dem Sieg in Vuokatti holte Ronny Ackermann den ersten deutschen Weltcuperfolg seit fast 13 Jahren. Der letzte Sieg im Weltcup für Deutschland stammt aus der Saison 1986/87 durch Hermann Weinbuch. Daneben feierte auch Kristian Hammer seinen ersten Weltcuperfolg.

## Ergebnisse und Wertungen

### Weltcup-Übersicht
| Datum      | Austragungsort    | Disziplin               | Sieger                                                   | Zweiter                                               | Dritter                                                    |
| ---------- | ----------------- | ----------------------- | -------------------------------------------------------- | ----------------------------------------------------- | ---------------------------------------------------------- |
| 04.12.1999 | Lillehammer       | Einzelrennen            | Wettkampf abgesagt                                       | Wettkampf abgesagt                                    | Wettkampf abgesagt                                         |
| 05.12.1999 | Lillehammer       | Sprint                  | Wettkampf abgesagt                                       | Wettkampf abgesagt                                    | Wettkampf abgesagt                                         |
| 09.12.1999 | Vuokatti          | Einzelrennen            | Ronny Ackermann                                          | Samppa Lajunen                                        | Bjarte Engen Vik                                           |
| 11.12.1999 | Vuokatti          | Sprint                  | Samppa Lajunen                                           | Bjarte Engen Vik                                      | Hannu Manninen                                             |
| 19.12.1999 | Steamboat Springs | Einzelrennen            | Ladislav Rygl                                            | Samppa Lajunen                                        | Bjarte Engen Vik                                           |
| 21.12.1999 | Steamboat Springs | Sprint                  | Samppa Lajunen                                           | Bjarte Engen Vik                                      | Ladislav Rygl                                              |
| 03.01.2000 | Oberwiesenthal    | Sprint                  | Samppa Lajunen                                           | Bjarte Engen Vik                                      | Jari Mantila                                               |
| 05.01.2000 | Reit im Winkl     | Einzelrennen(?)         | Bjarte Engen Vik                                         | Samppa Lajunen                                        | Mario Stecher                                              |
| 08.01.2000 | Schonach          | Einzelrennen            | Bjarte Engen Vik                                         | Samppa Lajunen                                        | Mario Stecher                                              |
| 11.01.2000 | Val di Fiemme     | Einzelrennen            | Samppa Lajunen                                           | Kenji Ogiwara                                         | Bjarte Engen Vik                                           |
| 16.01.2000 | Breitenwang       | Sprint                  | Samppa Lajunen                                           | Ladislav Rygl                                         | Felix Gottwald                                             |
| 22.01.2000 | Liberec           | Einzelrennen            | Ladislav Rygl                                            | Samppa Lajunen                                        | Kenji Ogiwara                                              |
| 05.02.2000 | Hakuba            | Einzelrennen            | Bjarte Engen Vik                                         | Hannu Manninen                                        | Ronny Ackermann                                            |
| 08.02.2000 | Nozawa Onsen      | Sprint                  | Samppa Lajunen                                           | Bjarte Engen Vik                                      | Ladislav Rygl                                              |
| 12.02.2000 | Sapporo           | Einzelrennen            | Kristian Hammer                                          | Todd Lodwick                                          | Mario Stecher                                              |
| 26.02.2000 | Chaux-Neuve       | Einzelrennen            | Samppa Lajunen                                           | Jaakko Tallus                                         | Mario Stecher                                              |
| 04.03.2000 | Lahti             | Sprint                  | Hannu Manninen                                           | Bjarte Engen Vik                                      | Kristian Hammer                                            |
| 10.03.2000 | Oslo              | Einzelrennen            | Bjarte Engen Vik                                         | Samppa Lajunen                                        | Jaakko Tallus                                              |
| 11.03.2000 | Oslo              | Sprint                  | Bjarte Engen Vik                                         | Kenneth Braaten                                       | Kristian Hammer                                            |
| 16.03.2000 | Santa Caterina    | Massenstart Team 3×5 km | ÖsterreichMichael Gruber Christoph Bieler Felix Gottwald | Finnland IHannu Manninen Jaakko Tallus Samppa Lajunen | Norwegen IKristian Hammer Kenneth Braaten Bjarte Engen Vik |
| 17.03.2000 | Santa Caterina    | Einzelrennen            | Samppa Lajunen                                           | Kenji Ogiwara                                         | Lars Andreas Østvik                                        |

### Wertungen
| Rang | Name                | Punkte |
| ---- | ------------------- | ------ |
| 01.  | Samppa Lajunen      | 2175   |
| 02.  | Bjarte Engen Vik    | 1990   |
| 03.  | Ladislav Rygl       | 1274   |
| 04.  | Todd Lodwick        | 1138   |
| 05.  | Ronny Ackermann     | 1100   |
| 06.  | Kenji Ogiwara       | 1076   |
| 07.  | Felix Gottwald      | 1020   |
| 08.  | Mario Stecher       | 0955   |
| 09.  | Hannu Manninen      | 0898   |
| 10.  | Jari Mantila        | 0880   |
| 11.  | Kristian Hammer     | 0854   |
| 12.  | Kenneth Braaten     | 0826   |
| 13.  | Satoshi Mori        | 0738   |
| 14.  | Jaakko Tallus       | 0732   |
| 15.  | Sebastian Haseney   | 0696   |
| 16.  | Halldor Skard       | 0594   |
| 17.  | Jens Deimel         | 0557   |
| 18.  | Lars Andreas Østvik | 0536   |
| 19.  | Jouni Kaitainen     | 0511   |
| 20.  | Alexei Fadejew      | 0503   |
| 21.  | Ludovic Roux        | 0495   |

| Rang | Name                 | Punkte |
| ---- | -------------------- | ------ |
| 22.  | Fred Børre Lundberg  | 0491   |
| 23.  | Trond Einar Elden    | 0446   |
| 24.  | Knut Tore Apeland    | 0377   |
| 25.  | Daito Takahashi      | 0376   |
| 26.  | Christoph Bieler     | 0372   |
| 27.  | Gen Tomii            | 0345   |
| 28.  | Preben Fjære Brynemo | 0338   |
| 29.  | Georg Hettich        | 0326   |
| 30.  | Ralf Adloff          | 0320   |
| 31.  | Marko Baacke         | 0316   |
| 32.  | Andreas Hurschler    | 0308   |
| 33.  | Nicolas Bal          | 0302   |
| 34.  | Sven Koch            | 0298   |
| 35.  | Sylvain Guillaume    | 0295   |
| 36.  | Milan Kučera         | 0287   |
| 37.  | Andrea Longo         | 00281  |
| 38.  | Michael Gruber       | 0275   |
|      | Kōji Takasawa        | 0275   |
| 40.  | Matthias Looß        | 0262   |
| 41.  | Bill Demong          | 0253   |

| Rang | Name               | Punkte |
| ---- | ------------------ | ------ |
| 42.  | Christoph Eugen    | 0247   |
| 43.  | Baptist Rousset    | 0238   |
| 44.  | Pavel Churavý      | 0231   |
| 45.  | David Kreiner      | 0218   |
| 46.  | Waleri Stoljarow   | 0201   |
| 47.  | Jens Gaiser        | 0200   |
| 48.  | Andreas Hartmann   | 0159   |
| 49.  | Wilhelm Denifl     | 0153   |
| 50.  | Ivan Rieder        | 0132   |
| 51.  | Urs Kunz           | 0126   |
| 52.  | Kevin Arnould      | 0105   |
| 53.  | Jari Hiukka        | 0097   |
| 54.  | Carl Van Loan      | 0089   |
| 55.  | Petter Kukkonen    | 0068   |
| 56.  | Norihito Kobayashi | 0055   |
| 57.  | Michal Pšenko      | 0054   |
| 58.  | Matthias Mehringer | 0045   |
| 59.  | Chris Holland      | 0034   |
| 60.  | Alexei Zwetkow     | 0030   |
| 61.  | Ronny Heer         | 0021   |

| Endstand nach 19 Wettbewerben |                    |        |
| \| Rang \| Land \| Punkte \| \| ---- \| ------------------ \| ------ \| \| 01. \| Finnland \| 5054 \| \| 02. \| Norwegen \| 4962 \| \| 03. \| Deutschland \| 2945 \| \| 04. \| Japan \| 2674 \| \| 05. \| Österreich \| 2621 \| \| 06. \| Tschechien \| 1661 \| \| 07. \| Vereinigte Staaten \| 1391 \| \| 08. \| Frankreich \| 1284 \| \| 09. \| Russland \| 0789 \| \| 10. \| Schweiz \| 0434 \| |                    |        |
| Rang | Land               | Punkte |
| 01. | Finnland           | 5054   |
| 02. | Norwegen           | 4962   |
| 03. | Deutschland        | 2945   |
| 04. | Japan              | 2674   |
| 05. | Österreich         | 2621   |
| 06. | Tschechien         | 1661   |
| 07. | Vereinigte Staaten | 1391   |
| 08. | Frankreich         | 1284   |
| 09. | Russland           | 0789   |
| 10. | Schweiz            | 0434   |